# Estero Tricao
El estero Tricao es un cuerpo de agua superficial del litoral de Chile central, región de Valparaíso, comuna de Santo Domingo. La cuenca del estero Tricao, posee una profundidad de unos 100 m y es relativamente corta. En su desembocadura forma un pequeño estuario. Es el estero más septentrional del humedal El Yali.

## Trayecto
La cuenca del estero Tricao limita al norte con la desembocadura del río Maipo y al sur con la cuenca del estero El Yali. 
El estero Tricao nace en la cordillera de la Costa y tiene un extenso desarrollo dendrítico, es decir, su cuenca hidrográfica ocupa una superficie bastante extensa para ser un curso de origen costero. El desarrollo de esta cuenca se debe al aporte de los cauces de los esteros El Peumito, El Peumo, Agua de Sapo, Los Huérfanos y Quebrada El Chincol que confluyen en el cauce principal del Estero Tricao unos pocos metros antes de su desembocadura en el mar.

## Caudal y régimen
Para obtener una estimación del caudal se ha hecho uso de un modelo computacional de simulación hidrológica que permite estimar el escurrimiento en una cuenca a partir de datos de precipitaciones mensuales y  calibrados en la cuenca del estero Alhué en Quilamuta:
El régimen obtenido es obviamente pluvial con crecidas en los meses de máximas precipitaciones, como es de esperar del método elegido. El caudal promedio anual es de 97 l/s.

## Población, economía y ecología

### Clima
La cuenca del estero El Tricao se encuentra dentro de la zona costera de la Región de Valparaíso, presenta un clima templado-cálido con lluvias invernales, con estación seca prolongada y gran nubosidad que se observa durante todo el año, que es más intensa en invierno, asociada a nieblas y lloviznas, lo que produce bajas amplitudes térmicas –7 °C en verano y 5 °C en invierno, esto asociado a gran
humedad atmosférica, con un valor medio de 82%.

### Geología
La estructura geológica del área corresponde a las terrazas costeras marinas, que son frecuentemente encontradas a lo largo de la costa norte y central de Chile. El basamento lo constituyen los granitos de la cordillera de la Costa, que constituyen roca impermeable., sobre él se localiza un relleno aluvial de gravas y botones con matriz de limo y arcilla, de edad terciaria y cuaternario antiguo, es este relleno terciario se han depositado áreas eólicas, las que están intercaladas con arcillas limosas de color café y en ocasiones areniscas parcialmente cementadas. Finalmente se encuentran los rellenos aluviales del cuaternario, que acompañan a los cursos de agua superficiales tales como el del estero Tricao, el estero Las Rosas y el estero El Peuco.

### Hidrogeología
El estero El Tricao corresponde a un acuífero costero exorreico, sus materiales son permeables de espesor variable con intercalaciones de estratos de baja permeabilidad ubicados a diferentes profundidades lo que les da un carácter lénticular y heterogéneo al sistema de aguas subterráneas. La recarga del estero se produce principalmente por las precipitaciones de la cordillera de la Costa.

### Fauna Terrestre
En el área se encuentra una fuerte presencia de aves (59 especies). La fauna con problemas de conservación se distribuye de la siguiente forma:
- Anfibios: Caudiverbera cuadiverbera.
- Reptiles: Liolaemus tenuis y Phylodrias chasmissanis, Liolaemus chiliensis, Liolaemus nitidus y Liolaemus lemniscatus;
- Aves: Halcón peregrino, Anas platalea y Asio flammeus.
- Mamíferos: Oncifelis guigna; Myocastor coypus; Thylamys elegans; Pseudalopex griseus.

La flora y fauna ha sido estudiada en la desembocadura.

### Fauna íctica
La diversidad íctica determinada en el estero Tricao está dada por tres especies:
- Gambusia holbrooki,
- Cheirodon pisculus (Pocha),
- Basilichthys australis (Pejerrey chileno).

### Flora terrestre
En el área se encuentran 37 familias de flora vascular, representadas por 56 especies. De ese total el 87.5% es nativo y 7 especies
(12.5 %) exótico.
Especies exóticas: Eucalyptus globulus y Salix viminalis.
Los arbustos están principalmente en la formación matorral, representando el 30.36%, la especie con mayor cobertura es la zarzamora
la se encuentra presente en todas las formaciones vegetales.
De las especies presentes, en el área existen dos que están clasificadas en algún grado de conservación:
- quisco costero;
- Lingue del Norte.